# Championnat d'Europe masculin de rink hockey 2002
Navigation
Championnat d'Europe masculin 2000 Championnat d'Europe masculin 2004
Le Championnat d'Europe de rink hockey masculin 2002 est la 45e édition des championnats d'Europe de rink hockey masculin, qui a eu lieu du 9 au 13 juillet 2002 à Florence, en Italie.

## Participants
Neuf nations prennent part à cette compétition :
- Allemagne
- Angleterre
- Autriche
- Espagne
- France
- Italie
- Pays-Bas
- Portugal
- Suisse

## Format
Le tournoi est divisé en deux phases distinctes, une phase de poule et une phase finale à élimination directe. Dans la première phase, les neuf équipes participantes sont réparties dans deux groupes de quatre et cinq équipes. Dans chaque groupe, toutes les équipes se rencontrent une fois, afin d'établir un classement du groupe. Une victoire rapporte dans cette phase 3 points, un nul et une défaite respectivement 1 et 0 point.
Les deux meilleures équipes de chaque groupe de qualification sont directement qualifiés pour les demi-finales de la compétition. Les autres équipes s'affrontent ensuite dans un tournoi de classement, dans lequel les résultats des matchs joués pendant la phase de groupes sont reportés.

## Phase de groupes

### Groupe A
| Rang | Équipe     | Pts | J | G | N | P | Bp | Bc | Diff |  | Résultats  |  |     |     |      |
| ---- | ---------- | --- | - | - | - | - | -- | -- | ---- |  | ---------- |  | --- | --- | ---- |
| 1    | Espagne    | 9   | 3 | 3 | 0 | 0 | 21 | 3  | +18  |  | Espagne    |  | 2-1 | 6-2 | 13-0 |
| 2    | France     | 6   | 3 | 2 | 0 | 1 | 7  | 4  | +3   |  | France     |  |     | 2-0 | 4-1  |
| 3    | Suisse     | 3   | 3 | 1 | 0 | 2 | 6  | 9  | -3   |  | Suisse     |  |     |     | 4-1  |
| 4    | Angleterre | 0   | 3 | 0 | 0 | 3 | 3  | 21 | -18  |  | Angleterre |  |     |     |      |

### Groupe B
| Rang | Équipe    | Pts | J | G | N | P | Bp | Bc | Diff |  | Résultats  |  |     |      |      |      |
| ---- | --------- | --- | - | - | - | - | -- | -- | ---- |  | ---------- |  | --- | ---- | ---- | ---- |
| 1    | Portugal  | 12  | 4 | 4 | 0 | 0 | 46 | 2  | +44  |  | Portugal   |  | 4-2 | 8-0  | 12-0 | 22-0 |
| 2    | Italie    | 9   | 4 | 3 | 0 | 1 | 50 | 2  | +48  |  | Italie     |  |     | 12-0 | 13-0 | 23-0 |
| 3    | Allemagne | 6   | 4 | 2 | 0 | 2 | 10 | 22 | -12  |  | Allemagne  |  |     |      | 3-2  | 7-0  |
| 4    | Pays-Bas  | 3   | 4 | 1 | 0 | 3 | 7  | 31 | -24  |  | Angleterre |  |     |      |      | 5-3  |
| 4    | Autriche  | 0   | 4 | 0 | 0 | 4 | 3  | 57 | -54  |  | Autriche   |  |     |      |      |      |

## Phase Finale

### Classement 5-9
| Rang | Équipe     | Pts | J | G | N | P | Bp | Bc | Diff |  | Résultats  |  |      |     |      |      |
| ---- | ---------- | --- | - | - | - | - | -- | -- | ---- |  | ---------- |  | ---- | --- | ---- | ---- |
| 5    | Suisse     | 12  | 4 | 4 | 0 | 0 | 30 | 5  | +25  |  | Suisse     |  | 4-1* | 6-2 | 6-1  | 14-1 |
| 6    | Angleterre | 7   | 4 | 2 | 1 | 1 | 13 | 11 | +2   |  | Angleterre |  |      | 3-2 | 3-3  | 6-2  |
| 7    | Allemagne  | 6   | 4 | 2 | 0 | 2 | 14 | 11 | +3   |  | Allemagne  |  |      |     | 3-2* | 7-0* |
| 8    | Pays-Bas   | 4   | 4 | 1 | 1 | 3 | 11 | 15 | -4   |  | Angleterre |  |      |     |      | 5-3* |
| 9    | Autriche   | 0   | 4 | 0 | 0 | 4 | 6  | 32 | -26  |  | Autriche   |  |      |     |      |      |

- Résultats de la phase de groupes

### Matchs à élimination directe pour le titre
|  | Demi-finales    | Demi-finales    |                        |   | Finale          | Finale          |
|  | Demi-finales    | Demi-finales    |                        |   | Finale          | Finale          |
|  |                 |                 |                        |   |                 |                 |
|  | 12 juillet 2002 | 12 juillet 2002 |                        |   | 13 juillet 2002 | 13 juillet 2002 |
|  | 12 juillet 2002 | 12 juillet 2002 |                        |   | 13 juillet 2002 | 13 juillet 2002 |
|  | Espagne         | 7               |                        |   | 13 juillet 2002 | 13 juillet 2002 |
|  | Espagne         | 7               |                        |   | 13 juillet 2002 | 13 juillet 2002 |
|  | Italie          | 2               |                        |   | 13 juillet 2002 | 13 juillet 2002 |
|  | Italie          | 2               | Espagne                | 4 |                 |                 |
|  | 12 juillet 2002 |                 | Espagne                | 4 |                 |                 |
|  |                 | Portugal        | 2                      |   |                 |                 |
|  | Portugal        | Portugal        | 2                      | 4 |                 |                 |
|  | Portugal        |                 |                        | 4 |                 |                 |
|  | France          | 2               |                        |   |                 |                 |
|  | France          | 2               | Match pour la 3e place |   |                 |                 |
|  |                 |                 |                        |   |                 |                 |
|  | 13 juillet 2002 |                 |                        |   |                 |                 |
|  |                 |                 |                        |   |                 |                 |
|  | Italie          | 4               |                        |   |                 |                 |
|  | Italie          | 4               |                        |   |                 |                 |
|  | France          | 3               |                        |   |                 |                 |
|  | France          | 3               |                        |   |                 |                 |

## Classement final
| Classement | Équipe     |
| ---------- | ---------- |
| 1          | Espagne    |
| 2          | Portugal   |
| 3          | Italie     |
| 4          | France     |
| 5          | Suisse     |
| 6          | Angleterre |
| 7          | Allemagne  |
| 8          | Pays-Bas   |
| 9          | Autriche   |

| Champion d'Europe 2002 |
| ---------------------- |
| Espagne                |
| ESPAGNE 11º            |

1. ↑  (en) « Résultats Europe 2002 » [PDF], sur Rink-hockey.net (consulté le 3 janvier 2013).